# La leyenda de La Mancha
La leyenda de La Mancha es el tercer álbum de estudio de la banda Mägo de Oz. 
En este, la banda de folk metal plantea sus canciones nuevamente en forma de álbum conceptual, esta vez usando uno de los mayores clásicos de la literatura universal: Don Quijote de la Mancha, de Miguel de Cervantes. En la introducción del libreto, Txus habla del clásico castellano y nos invita a su lectura. Según él mismo, "es un modesto homenaje". Todas las canciones del álbum comienzan con unas pequeñas palabras que introducen la canción, análogamente a los títulos de cada capítulo de Don Quijote.
La leyenda de la Mancha es considerado como el primer álbum de la época dorada de Mägo de Oz.

## Lista de canciones

### Edición original 1998
| CD  |                                                             |             |          |  |
| N.º | Título                                                      | Letras      | Duración |  |
| 1.  | «En un lugar...» (Prólogo)                                  | Mägo de Oz  | 1:44     |  |
| 2.  | «El Santo Grial»                                            | Txus        | 5:08     |  |
| 3.  | «La Leyenda de la Mancha»                                   | Txus        | 4:18     |  |
| 4.  | «Noche Toledana» (Instrumental)                             | Mägo de Oz  | 1:12     |  |
| 5.  | «Molinos de Viento»                                         | Txus        | 4:10     |  |
| 6.  | «Dime con Quién Andas»                                      | Txus        | 5:32     |  |
| 7.  | «Maritornes»                                                | Txus        | 4:18     |  |
| 8.  | «El Bálsamo de Fierabrás»                                   | Txus        | 3:38     |  |
| 9.  | «El Pacto»                                                  | José Andrëa | 5:42     |  |
| 10. | «La Ínsula de Barataria» (Instrumental)                     | Mago de Oz  | 2:57     |  |
| 11. | «El Templo del Adiós» (Cover: Temple of the King - Rainbow) | Txus        | 4:47     |  |
| 12. | «Réquiem»                                                   |             | 8:08     |  |
| 13. | «Ancha es Castilla» (Epílogo)                               | Txus        | 3:43     |  |

### Casete 1998 (edición limitada)
| Cara A |                                 |          |  |
| N.º    | Título                          | Duración |  |
| 1.     | «En un lugar...» (Prólogo)      | 1:44     |  |
| 2.     | «El Santo Grial»                | 5:08     |  |
| 3.     | «La Leyenda de la Mancha»       | 4:18     |  |
| 4.     | «Noche Toledana» (Instrumental) | 1:12     |  |
| 5.     | «Molinos de Viento»             | 4:10     |  |
| 6.     | «Dime con Quién Andas»          | 5:32     |  |
| 7.     | «Maritornes»                    | 4:18     |  |

| Cara B |                                                             |          |  |
| N.º    | Título                                                      | Duración |  |
| 8.     | «El Bálsamo de Fierabrás»                                   | 3:38     |  |
| 9.     | «El Pacto»                                                  | 5:42     |  |
| 10.    | «La Ínsula de Barataria» (Instrumental)                     | 2:57     |  |
| 11.    | «El Templo del Adiós» (Cover: Temple of the King - Rainbow) | 4:47     |  |
| 12.    | «Réquiem»                                                   | 8:08     |  |
| 13.    | «Ancha es Castilla»                                         | 3:43     |  |

### Reedición 2004
| CD 1 |                                                             |          |  |
| N.º  | Título                                                      | Duración |  |
| 1.   | «En un lugar...» (Prólogo)                                  | 1:44     |  |
| 2.   | «El Santo Grial»                                            | 5:08     |  |
| 3.   | «La Leyenda de la Mancha»                                   | 4:18     |  |
| 4.   | «Noche Toledana» (Instrumental)                             | 1:12     |  |
| 5.   | «Molinos de Viento»                                         | 4:10     |  |
| 6.   | «Dime con Quién Andas»                                      | 5:32     |  |
| 7.   | «Maritornes»                                                | 4:18     |  |
| 8.   | «El Bálsamo de Fierabrás»                                   | 3:38     |  |
| 9.   | «El Pacto»                                                  | 5:42     |  |
| 10.  | «La Ínsula de Barataria» (Instrumental)                     | 2:57     |  |
| 11.  | «El Templo del Adiós» (Cover: Temple of the King - Rainbow) | 4:47     |  |
| 12.  | «Réquiem»                                                   | 8:08     |  |
| 13.  | «Ancha es Castilla»                                         | 3:43     |  |

| CD 2 |                                            |                 |          |  |
| N.º  | Título                                     | Disco original  | Duración |  |
| 1.   | «Noche Toledana + La Leyenda de la Mancha» | A Costa da Rock | 5:55     |  |
| 2.   | «La Ínsula de Barataria»                   | A Costa da Rock | 3:33     |  |
| 3.   | «Molinos de Viento»                        | A Costa da Rock | 3:58     |  |

### Edición deluxe 2006
| CD 1 |                                                             |          |  |
| N.º  | Título                                                      | Duración |  |
| 1.   | «En un lugar...» (Prólogo)                                  | 1:44     |  |
| 2.   | «El Santo Grial»                                            | 5:08     |  |
| 3.   | «La Leyenda de la Mancha»                                   | 4:18     |  |
| 4.   | «Noche Toledana» (Instrumental)                             | 1:12     |  |
| 5.   | «Molinos de Viento»                                         | 4:10     |  |
| 6.   | «Dime con Quién Andas»                                      | 5:32     |  |
| 7.   | «Maritornes»                                                | 4:18     |  |
| 8.   | «El Bálsamo de Fierabrás»                                   | 3:38     |  |
| 9.   | «El Pacto»                                                  | 5:42     |  |
| 10.  | «La Ínsula de Barataria» (Instrumental)                     | 2:57     |  |
| 11.  | «El Templo del Adiós» (Cover: Temple of the King - Rainbow) | 4:47     |  |
| 12.  | «Réquiem»                                                   | 8:08     |  |
| 13.  | «Ancha es Castilla»                                         | 3:43     |  |

| DVD |                           |                   |          |  |
| N.º | Título                    | Disco original    | Duración |  |
| 1.  | «El Santo Grial»          | Fölktergeist      | 5:44     |  |
| 2.  | «La Leyenda de la Mancha» | A Costa da Rock   | 4:07     |  |
| 3.  | «Noche Toledana»          | Madrid Las Ventas | 4:13     |  |
| 4.  | «Molinos de Viento»       | videoclip         | 4:11     |  |
| 5.  | «Maritormes»              | videoclip         | 4:45     |  |
| 6.  | «El Pacto»                | Madrid Las Ventas | 6:56     |  |
| 7.  | «Sesión de Fotos»         |                   |          |  |
| 8.  | «Dosier de prensa»        |                   |          |  |

| CD 2 (Bonus audio CD live) |                           |                   |          |  |
| N.º                        | Título                    | Disco original    | Duración |  |
| 1.                         | «El Santo Grial»          | Fölktergeist      | 5:44     |  |
| 2.                         | «La Leyenda de la Mancha» | A Costa da Rock   | 4:07     |  |
| 3.                         | «Noche Toledana»          | Madrid Las Ventas | 4:13     |  |
| 4.                         | «Molinos de Viento»       | Madrid Las Ventas | 6:27     |  |
| 5.                         | «Maritormes»              | A Costa da Rock   | 4:02     |  |
| 6.                         | «La Ínsula de Barataria»  | A Costa da Rock   | 3:33     |  |

### Reedición 2018
| CD 1 |                                                             |          |  |
| N.º  | Título                                                      | Duración |  |
| 1.   | «En un lugar...» (Prólogo)                                  | 1:44     |  |
| 2.   | «El Santo Grial»                                            | 5:08     |  |
| 3.   | «La Leyenda de la Mancha»                                   | 4:18     |  |
| 4.   | «Noche Toledana» (Instrumental)                             | 1:12     |  |
| 5.   | «Molinos de Viento»                                         | 4:10     |  |
| 6.   | «Dime con Quién Andas»                                      | 5:32     |  |
| 7.   | «Maritornes»                                                | 4:18     |  |
| 8.   | «El Bálsamo de Fierabrás»                                   | 3:38     |  |
| 9.   | «El Pacto»                                                  | 5:42     |  |
| 10.  | «La Ínsula de Barataria» (Instrumental)                     | 2:57     |  |
| 11.  | «El Templo del Adiós» (Cover: Temple of the King - Rainbow) | 4:47     |  |
| 12.  | «Réquiem»                                                   | 8:08     |  |
| 13.  | «Ancha es Castilla» (Epílogo)                               | 3:43     |  |
| 14.  | «Molinos de Viento (Acústico)»                              | 5:04     |  |
| 15.  | «Maritormes (Acústico)»                                     | 4:45     |  |
| 16.  | «Es Hora de Marchar» (cantada por Zeta)                     |          |  |

## Ediciones
1998: Edición promocional jewel case sin código de barras, esto para la difusión a los medios.
1998: Edición original en CD con formato jewel case, publicado por Locomotive Music
1998: Edición limitada en casete, publicado por Locomotive Music
2002: Edición con doble código de barras para la venta en EE. UU.[cita requerida]
2003: Reedición en CD con formato jewel case, publicado por Locomotive Music
2004: Reedición de 2 CD, en formato digipak, publicado por Locomotive Music
2006: Edición deluxe (no oficial) de 2 CD + DVD, publicado por Locomotive Music (Puesto: 98 )
Edición bootleg mexicana (el serigrafiado cambia de color y no trae el nombre del disco en la serigrafía) se desconoce el año de publicación.[cita requerida]
2019: Reedición en CD con formato jewel case, publicado por Warner Music Spain (Puesto: 31 )
2019: Edición vinilo + CD, publicado por Warner Music Spain

## Intérpretes
- José Andrëa: Voz y teclados
- Txus: Batería
- Mohamed: Violín
- Carlitos: Guitarra solista
- Frank: Guitarra rítmica y acústica
- Salva: Bajo

### Colaboraciones
- Pablo: Gaitas en En un lugar.
- Fernando Ponce: Flautas en En un lugar y La Ínsula de Barataria.
- Carlos de Castro (Barón Rojo): Solo de guitarra en Réquiem.
- Armando de Castro (Barón Rojo): Solo de guitarra en Réquiem.

## Portada
La portada es de Gaboni, como ocurre con la mayoría de los discos de Mägo de Oz. En ella se muestra a un don Quijote roquero, con una camiseta de AC/DC; lector, con torres de libros y con uno abierto; fumador, con un paquete de tabaco y la bacía por cenicero; cervecero y, sobre todo, soñador, con todas las imágenes sobre su cabeza. Además, se puede ver el libro El Señor de los Anillos. En la contraportada se puede ver a un Don Quijote con una guitarra eléctrica Fender al lado de un Sancho Panza poco aseado, con una camiseta de Motörhead bajo una chaqueta de cuero, y con un pendiente y un tatuaje. 

## Ventas
La leyenda de la Mancha se convirtió en el primer disco de oro  de la banda, vendiendo más de 65.000 copias.

## Giras
Las giras en torno a este disco fueron llamadas The Riichal Tour y Molinos de Viento en América.[cita requerida]

## Relaciones musicales y literarias
- «En un lugar...», viene de la primera línea con la que empieza el libro: "En un lugar de la Mancha de cuyo nombre no quiero acordarme, no ha mucho tiempo vivía un hidalgo de los de lanza en astillero, adarga antigua, rocín flaco y galgo corredor". Este tema además posee en el inicio un extracto de audio de la película Corazón Valiente de Braveheart (La escena de la lluvia de flechas).
- «El Santo Grial», fue pensado para el que sería el tercer álbum de la banda, que llevaría por nombre "La Leyenda del Grial", pero a palabras de Txus; declinó hacer este álbum, pues creía que el tema del "Grial" ya era un asunto muy tocado en el metal europeo, por lo que opto en basar este nuevo en la novela universal del Quijote, así naciendo "La Leyenda de La Mancha". Este tema además comparte varias similitudes con el tema Heavy Metal (Is The Law) de Helloween, como el riff de inicio de la canción y un solo de bajo, pero más corto y menos progresivo. También en el solo de violín de Mohamed, es parte de la Danza húngara n.º 5 de Johannes Brahms.
- «La Leyenda de la Mancha», además de contener reminiscencias en la letra de lo que sería el álbum "La Leyenda del Grial", la melodía final es bastante similar a la melodía final del tema El Poema de la Lluvia Triste, de su álbum Gaia II: La Voz Dormida.
- «Molinos de viento», el verso "los árboles mueren de pie" es el título de una obra de teatro de Alejandro Casona de 1949.
- «Maritornes», fue la última canción en ser compuesta para el álbum, pues a palabras de Txus; se terminó de componer en el estudio mientras grababan. Este tema fue renombrado 2 veces, la primera en el sencillo ¡¡Feliz Navidad Cabrones!! donde fue colocada como «Mari Tormes» y la segunda en el álbum en directo Fölktergeist donde adquirió su nombre definitivo «Maritormes».
- «El Bálsamo de Fiérabras», el bálsamo del que se habla en la canción es el hachís, "droga" que proviene de la marihuana, y que puede causar efectos psicóticos.
- «El Pacto», la letra de esta canción está escrita totalmente por José Andrëa. Txus cuenta que este tema nunca le terminó de agradar, pues jamás pudo entender de que trataba la letra, solo José sabe el significado de esta.
- «El templo del adiós» es una versión en español del tema «Temple of the King» de Rainbow.
- «Réquiem», Txus dedica la letra de esta canción a su padre, pues según el; es la carta de despedida que le hubiera gustado darle antes de morir.
- «Ancha es Castilla», en un principio la letra de esta canción era totalmente diferente a la que se conoce pero que al momento de grabarla no les parecía tan buena, por lo que decidieron re-escribirla casi en el mismo momento de su grabación. Los versos "Alguien escribió que la vida es sueño, y los sueños, sueños son" hacen una clara alusión a Calderón de la Barca y a su obra La vida es sueño.